# 王公選
王公選，字拙庵，陝西三原縣人。清初政治人物。

## 生平
明崇禎十二年（1639年），王公選中式陝西鄉試第二名舉人。清朝入關，王公選於順治三年（1646年）中式丙戌科三甲進士。選弘文院庶吉士，散館改禮科給事中。